# 尾野寛明
尾野 寛明（おの ひろあき、1982年 - ）は、日本の社会起業家。専門は地域産業論。有限会社エコカレッジ代表取締役、総務省地域力創造アドバイザー。一橋大学大学院商学研究科日本企業研究センター研究員、島根県中山間地域研究センター客員研究員等を歴任。スタイルファイナリスト賞受賞。商学修士。

## 人物・経歴
埼玉県生まれ。祖父母は島根県出身。米倉誠一郎教授に憧れ、2001年に海城高等学校卒業後、一橋大学商学部入学。2003年インド西部プネーのIT企業でマーケティングに従事。2008年一橋大学大学院商学研究科修士課程修了、同研究科日本企業研究センターグローバルCOE研究員就任。2011年博士課程単位取得退学。関満博ゼミ出身。専門は地域産業論。
商社部長の父が仕事でがんの発見が遅れて亡くなり、大企業で働くことに疑問を感じるようになり、大学1年次に専門古書店のエコカレッジを創業。社会起業家コンテストSTYLE2002ファイナリスト賞受賞。
2006年に会社を川本町に移転。同年から島根県中山間地域研究センター客員研究員。2011年NPO法人てごねっと石見設立、同副理事長就任。2012年AERA日本を立て直す100人選出。2013年NPO法人おっちラボ副理事長。2014年就労継続支援A型事業所エコカレッジ施設長、合同会社エコカレッジ代表社員。
過疎地での雇用創出や障害者雇用、定住対策、空き店舗再生、耕作放棄地問題、民営図書館運営等に取り組むほか、東北、北陸、中国、近畿など各地で地域づくり実践塾を運営。創業支援や人材育成を行い、全国で100以上の事業を指導。
2018年　大学在学中・卒業直後から、就職せずに自分が信じた世界を実現するために起業家という道を歩むことを決意した次世代のイノベーターが集い、理想を追い求める私塾「MAKERS UNIVERSITY」のメンターに就任。
総務省地域力創造アドバイザー、海士町都市と農山漁村の新たな共生・対流システムの構築アドバイザー会議検討委員、江津市過疎地域ビジネス創業検討委員会委員、川本町商店街空き店舗再生事業アドバイザー、斐川町産業支援NPOアドバイザー、特定非営利活動法人農家のこせがれネットワーク理事、井笠広域観光協会アドバイザー等も務める。

## 著書
- 『農と食　島根新産業風土記』（関満博、松永桂子と共著）山陰中央新報社 2010年
- 『ローカルに生きるソーシャルに働く』（松永桂子と共編著）農山漁村文化協会 2016年
- 『日本のクリエイティブ・クラス』（小田切徳美、藤山浩、伊藤洋志、高木千歩と共著） 農山漁村文化協会 2016年
- 『「無理しない」地域づくりの学校』（竹端寛、西村洋己と共編著）ミネルヴァ書房 2017年